# Senda Te Araroa

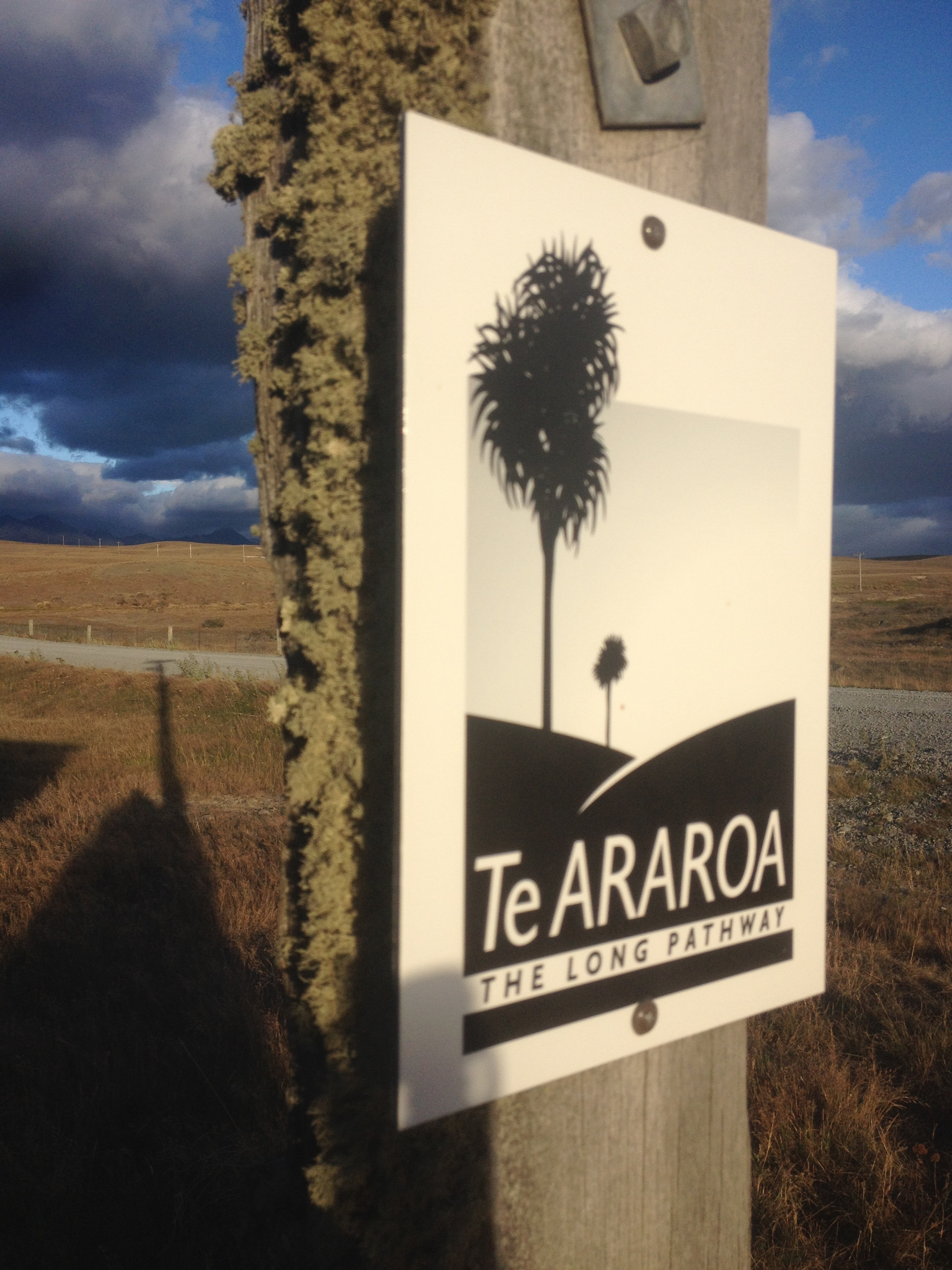
Cartel indicador de Te Araroa frente a una cabina de telégrafo.

La senda Te Araroa (en inglés: Te Araroa Trail, en español: La senda larga) es una larga senda en Nueva Zelanda que posee unos 3000 km de largo y que recorre las dos islas principales del país desde cabo Reinga en el extremo norte de la isla Norte hasta Bluff en el extremo sur de la isla Sur. La senda está conformada mediante una combinación de antiguos caminos y sendas, pasos nuevos y secciones de conexión a la vera de carreteras. Recorrer la totalidad de la senda por lo general demanda de 3 a 6 meses. A comienzos del siglo XXI la senda se ha tornado muy popular.

## Historia
La idea de una senda nacional se remonta a la década de 1970, cuando fue propuesta por primera vez por los Clubes Federados de Montaña de Nueva Zelanda y en 1975 se estableció la Comisión de Sendas de Nueva Zelanda, pero en 15 años se hicieron pocos progresos. En 1994, el periodista Geoff Chapple abogó por un sendero a lo largo de Nueva Zelanda y fundó el Te Araroa Trust. La promoción y las negociaciones para el acceso continuaron, y para 2006 los planes para el camino comenzaron a formar parte de los planes del gobierno local. La ruta de 3.000 km de largo se inauguró oficialmente el 3 de diciembre de 2011 después de 10 años de trabajo de cientos de voluntarios.
El sendero tiene aproximadamente 300 secciones que van desde caminatas de una a dos horas hasta una ruta de aproximadamente nueve días en la Isla Sur, donde la mayoría de los caminantes transportan grandes cantidades de comida y equipo. Alrededor del sesenta por ciento del sendero cruza tierras de conservación administradas por el Departamento de Conservación.
A partir de 2019, existen planes para mejorar el sendero, incluido un objetivo a largo plazo para reducir la caminata por carreteras a menos del 5% del sendero.

## Recorriendo la senda
La distancia en línea recta desde cabo Reinga hasta Bluff es de 1,475 km, pero la senda Te Araroa posee aproximadamente 3,000 km de largo, variando la distancia cuando las secciones se actualizan o cambian. El sendero es una mezcla de sendas, que incluye sendas en el desierto, sendas a través de potreros, playas, caminos y carreteras, así como una sección que es un río y se debe navegar en kayak. Muchas partes de la senda son desafiantes. En estas secciones, se recomiendan la planificación del viaje, el cruce del río y las habilidades de navegación, así como un buen nivel de condición física y botines adecuados.
La mayoría de los excursionistas toman entre tres y seis meses para realizar todo el recorrido. El recorrido fue completado en 53 días por el ultramaratonista británico Jez Bragg con un equipo de apoyo durante la temporada 2012-2013.
Cientos de miles de personas caminan una parte de Te Araroa cada año, y en el verano 2018-2019, el Fideicomiso Te Araroa contó a 1,200 caminantes. Esto fue unas 700 personas más que las que realizaron la caminata en 2016-2017, y 350 el año anterior. Hay algunas secciones que tienen más tráfico; por ejemplo, una sección es recorrida por unas 70,000 a 80,000 personas cada año.
Con la excepción de una sección corta del Queen Charlotte Track en el extremo norte del sendero en la Isla Sur, no se requiere permiso ni el pago de tarifa para caminar por Te Araroa. Sin embargo, el Fideicomiso Te Araroa solicita una donación de $ 500 por persona que recorre el sendero completo, $ 250 para aquellos que caminan solo en una isla y cantidades más pequeñas para los excursionistas de una sección. Aquellos excursionistas que deseen dormir en la extensa red de cabañas de Nueva Zelanda, deberán $ 92 por un pase de cabaña rural de seis meses del Departamento de Conservación.

## Galería

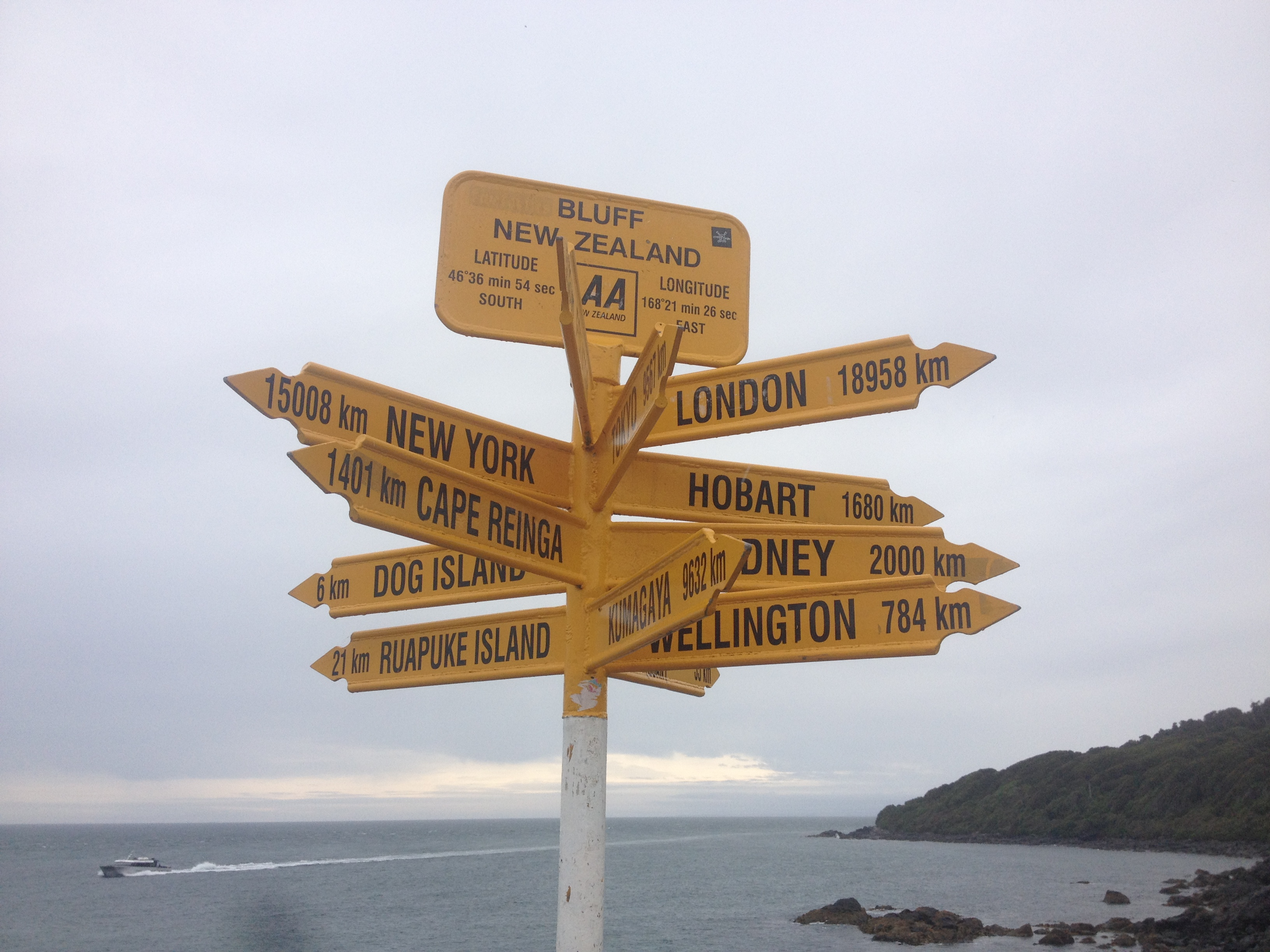
Stirling Point, el extremo sur de Te Araroa en Bluff.
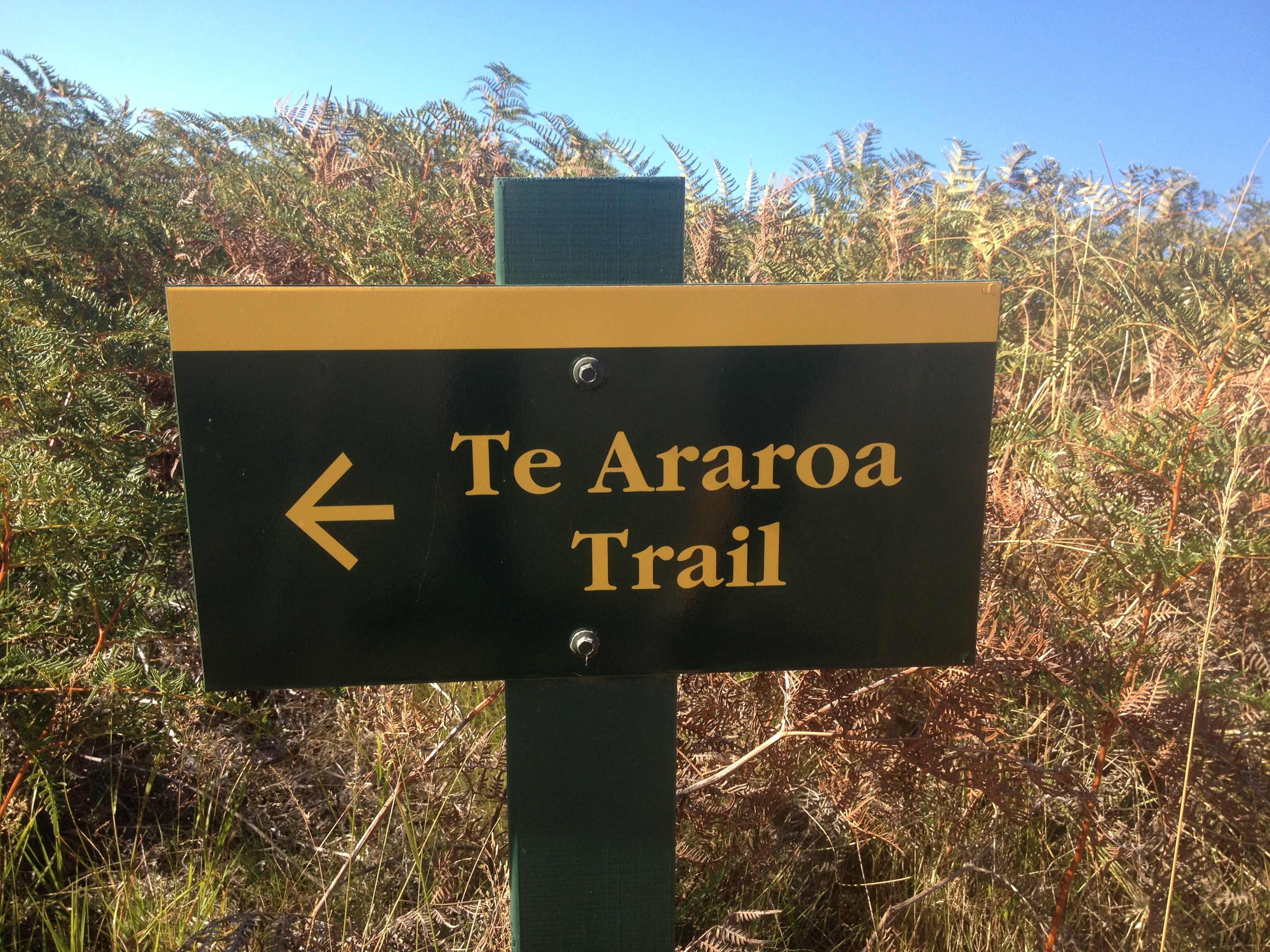
Cartel indicador de la senda Te Araroa.